# كأس إسكتلندا 1999–2000
كأس اسكتلندا 1999–2000 (بالإنجليزية: 1999–2000 Scottish Cup)‏ هو موسم من كأس اسكتلندا. فاز فيه نادي رينجرز.